# 白恋サクラ*グラム
『白恋サクラ*グラム』（しろこいサクラグラム）は、NanaWindより2019年3月29日に発売された18禁美少女アドベンチャーゲーム。
当初の発売予定日は2018年9月28日だったが、9月4日に公式ホームページ及び公式Twitterにて発売日が10月26日に変更されたことが発表され、さらにその後再度発売日が延期された。
本作は『春音アリス*グラム』の続編であり、後日談5編のほかに、多数のサイドストーリーが収録されている。サイドストーリーは各キャラクターに焦点を当てた短編6編に加え、春グラギャグストーリーが10編、本作の登場人物が『ALIA's CARNIVAL!』の舞台となる桜雲台学院へ遊びに行く「桜雲旅行編」、主人公らが異世界を旅する「異世界ファンタジー編」が収録されている。
前作では謎解きや物語性を重視していたのに対し、本作ではキャラクターの掘り下げに重点が置かれている。また、 主人公の妹である梢がヒロインに昇格したほか、新しいストーリーヒロインとして天雨 リリエトが登場した。
2020年11月27日には、『春音アリス*グラム』と本作をセットにした『春音アリス*グラム Wパッケージ』が発売された。
2025年9月25日には、PlayStation 4/Nintendo Switch版が発売予定。当初は同年6月26日に発売予定と発表されていたが、同年7月31日に延期され、さらに9月25日に延期されている。

## あらすじ
「天雨 リリエト」編
春のある日、ヨーロッパのある組織から天雨 リリエトという監察官の少女が学園に派遣された。颯太朗よりも年下だったことから、黄昏部ではかわいい後輩が出来ると喜ばれていたが、開口早々リリエトは黄昏部の解体を言い渡し、部員たちを凍り付かせる。
「白羽 優理」編
優理と恋人同士になった颯太朗は、彼女の実家へ挨拶に出向き苦労を味わう羽目になる。
「久遠寺 一葉」編
恋人同士になった颯太朗と一葉のもとに不穏な影が近づいていた。
「神咲 エリサ」編
時計塔の謎を解き、颯太朗と恋人同士になったエリサはもう一つの不思議な秘密（アリスグラム）に興味を抱いていた。
「凜堂 耶々」編
耶々は颯太朗との出会いを経て、自らの気持ちに素直になることができるようになった。あるとき、彼女は黄昏部の廃部の危機に直面する。
「藤乃 雪」編
颯太朗との出会いを経て心身ともに成長した雪は、二人の将来について考えを巡らせるようになった。
「瀬真 梢」編
梢は愛故に、兄の前では完璧な妹を演じようとしていた。あるとき、彼女は兄のことを異性として意識していることに気づく。

## 登場人物

### メインキャラクター
瀬真 颯太朗（せま そうたろう）
身長：175cm 体重：60kg
本編の主人公。成稜学園に通う2年生で黄昏部に所属。
所有アーケンはジャスティス ピースメーカー。
白羽 優理 （しらはね ゆうり）
声 - 遥そら
身長：156cm 体重：46kg 誕生日：9月8日（乙女座）/バストサイズ：Fカップ
成稜学園の生徒会長を務める優等生。良家の令嬢。学園の生徒会長もしており、責任感が非常に強い。所有アーケンはアイボリー オブ ペンタクルス。
久遠寺 一葉 （くおんじ かずは）
声 - 波奈束風景
身長：158cm 体重：48kg 誕生日：1月24日（水瓶座）/バストサイズ：Dカップ
颯太朗の幼なじみで同級生。前作では風紀執行部委員長として颯太朗とは対立してきたが、彼の風紀執行部入りもあって恋人同士になった。
所有アーケンはゼニス オブ ソード。
神咲 エリサ （かんざき えりさ）
声 - 奏雨
身長：159cm 体重：49kg 誕生日：10月7日（天秤座）/バストサイズ：Gカップ
颯太朗らのクラスに転入してきた留学生。外国の姫君だが、お姫様扱いされることが苦手。
所有アーケンはロイヤルブルー オブ カップス。
凜堂 耶々 （りんどう やや）
声 - くすはらゆい
身長：155cm 体重：47kg 誕生日：11月1日（蠍座）/バストサイズ：Eカップ
黄昏部の部長で学園一の頭脳を持つ理事長の娘。
所有アーケンはエヴォニー オブ ワンズ。
藤乃 雪 （ふじの ゆき）
声 - 杏子御津
身長：148cm 体重：43kg 誕生日：3月20日（魚座）/バストサイズ：Dカップ
新生会の書記。成稜学園1年D組に所属している。ゲーム好きで、SNS界隈では有名人である。
所有アーケンはスノウドロップ オブ カップス。
瀬真 梢（せま こずえ）
声 - 花寺香蓮
身長：153cm 体重：45kg 誕生日：3月3日（魚座）/バストサイズ：Dカップ
主人公の妹で、雪と朝陽とは同級生に当たる。風紀執行部に所属している。好きなことにしか関心が無く、家では自堕落な休日を過ごしている。
所有アーケンはウィロー オブ カップス。
天雨 リリエト（あもう りりえと）
声 - 白月かなめ
身長：151cm 体重：44kg 誕生日：7月14日（蟹座）/バストサイズ：Dカップ
春休みに入って、突然海外より成稜学園の1年C組へ転校してきた少女。
ヨーロッパのある機関に所属する監査員であり、既に大学を卒業している。また、所属する機関内では天使の力を体現するアーケンを所有しているのではないかという噂が立っている。

### サブキャラクター
神無月 祥子（かんなづき しょうこ）
声 -花澤さくら
颯太朗の義姉。成稜学園の特別講師でもあり、植物などの研究を行っている。かつてはALIAの称号を持ったアーケン使いだった。
橘 朝陽（たちばな あさひ）
声 -月読梓
梢の同級生。優理の信奉者でもあり、彼女以外の巨乳は認めない。また、かつては黄昏部を敵視していたが、本作においては考えを少し改めている。所有アーケンはラベンダー オブ ワンズ。
笠倉乃々花（かさくら ののか）
声 -朝比奈ゆき
颯太朗らのクラスのクラス委員。お調子者で度々トラブルを起こしては先生に怒られており、それが自身の悩みの種でもある。
浮気 澪(うきぎ みお)
声 -広深香菜
成稜学園OGだが、かつて所属していた新聞部のその後を案じ、新聞部に入り浸っている。また、パソコンが苦手。
佐伯 まおり（さえき まおり）
声 -葉村夏緒
颯太朗らのクラスの担任教師。ゲームをこよなく愛している。リリエトに苦手意識を抱いている。
所有アーケンはカメリア オブ ワンズ。
篠原 柚香（しのはら ゆずか）
声 -姫乃木つばさ
黄昏部のアドバイスで吹奏楽部から軽音楽部に転部した。
須藤 弦
声 -沢柳易
颯太朗のルームメイト。
所有アーケンはレグホーン オブ ペンタクルス。運動部に助っ人に行くことが多いことからその方面に顔が利いている。一方、勉学が苦手で進級が危ぶまれることもあったほか、ソーシャルゲームの課金に使ってしまい貯金が出来ずにいる。
北菱 摩秀（きたびし ましゅう）
声 -プリン慎二
新生会の会長で、北菱重工の御曹司。マッシュルームカットゆえマッシュというあだ名がつけられているが、本人はマッシュルームが嫌いである。
所有アーケンはコバルト オブ ソード。
ナナ
エリサが自国で拾った猫。
ZERO
声 -沖田楓
前作において騒動を起こした人物。

## スタッフ
- キャラクターデザイン・原画 - 七尾奈留、Mitha、高苗京鈴
- SDイラスト - いずみ由羅、朝倉はやて
- シナリオ - 葉月サイ、満腹亭白米、一ノ瀬雫、池田コント
- 音楽 - NORAS、SONO MAKERS

## 主題歌
主題歌「Have a live day」
音楽制作 - SONO MAKERS / 作詞 - 永原さくら / 作曲・編曲 - 小高光太郎、石倉誉之 / 歌 - Ceui
エンディングテーマ「カルス」
音楽制作 - SONO MAKERS / 作詞 - 永原さくら / 作曲・編曲 - あるか / 歌 - 相良心